# کفرا (لبنان)
کفرا (به عربی: کفرا) یک منطقهٔ مسکونی در لبنان است که در شهرستان بنت جبیل واقع شده‌است. کفرا ۱۰٫۶۹ کیلومتر مربع مساحت دارد ۷۲۰ متر بالاتر از سطح دریا واقع شده‌است.